# История на Нова Зеландия
Историята на Нова Зеландия е период, водещ началото си от преди най-малко 700 години, когато островите са открити и заселени от полинезийците, които развиват специфична маорска култура, съсредоточена около родовите връзки и земята. Първият изследовател, който на 13 декември 1642 г. открива Нова Зеландия за европейците, е нидерландеца Абел Тасман. От края на 18 век, страната редовно е посещавана от изследователи и мореплаватели, мисионери, търговци и авантюристи. През 1840 г., между британската корона и множество маорски вождове, е подписан Договорът от Уайтанги. Той включва Нова Зеландия във владенията на Британската империя и дава на маорите равни права с британските граждани. До края на века, на териорията на страната се оформят няколко европейски и азиатски селища. Войните и налагането на европейската икономическа и правна система постепенно довеждат до преминаването на маорската земя в ръцете на европейците (наричани пакеха), и вследствие на това, по-голямата част от маорите са разорени.
От 90-те години на 19 век, парламентът на Нова Зеландия издава редица прогресивни закони, включително право на глас на жените и пенсии за старост. През 1930-те години икономиката е строго регулирана и започва развитието на социална държава. В същото време, маорската култура претърпява възраждане, а от началото на 1950-те години голям брой маори започва да се преселва в градовете. Това довежда до развитието на протестно движение на маорите, което от своя страна води до по-голямо признаване на Договора от Уайтанги в края на 20 век. През 80-те години на 20 век, икономиката до голяма степен е дерегулирана и са въведени в действие редица социално-либерални политики, например декриминализирането на хомосексуалността. Външната политика, която преди това се състои предимно в следване на курса на Обединеното кралство и Съединените щати, става по-независима. Следващите правителства като цяло поддържат тази политика.

## Полинезийци
Нова Зеландия първоначално е заселена от полинезийци от Източна Полинезия. Най-надеждните доказателства понастоящем показват, че това е осъществено около 1280 г. За предишни датирания на кости на полинезийски плъхове около 50 – 150 г. вече е доказано, че са ненадеждни. Новите датировки на проби от кости (и на разядени от плъховете дървени кутии за семена) съответстват на 1280 г., в подкрепа на първите археологически обекти и началото на устойчивото антропогенно обезлесяване на островите.
Потомците на тези заселници стават известни като маори, които формират своя собствена отделна култура. Заселването на малките острови Чатъм (в източната част на Нова Зеландия) около 1500 г., от своя страна дава началото на народа на мориорите – езиковите доказателства сочат, че това са маори, осмелили се да плават далеч на изток от островите на Нова Зеландия.
Първите заселници бързо усвояват новите земи, изобилстващи с дивеч (например моа – голяма нелетяща щраусова птица, изчезнала около 1500 г.). С изчезването или бързото намаляване на броя и на други големи животни като моато, маорската култура претърпява съществени промени, с известни различия по места. В областите, в които е възможно отглеждането на таро и кумара, по-голямо значение придобива растениевъдството. В южната част на Южния остров често се събират и обработват за храна и други видове диви растения, например ядивните корени на вид папрат или плодовете на зелевите дървета. Също така нараства значението на войните, отразявайки нарасналата конкуренция за земя и други ресурси. В този период стават характерни укрепените селища (т.нар. па), макар че действителната честота на войните е предмет на дискусия. Както и на други места в Тихия океан, канибализмът е част от войната. Обширен преглед на историята на маорите от 11 до 16 век е написан от историка Джеймс Белич. 
Лидерството се основава на властта на вождовете, която често (но не винаги) е наследствена, макар че водачът (мъж или жена) трябва да демонстрира лидерските си качества, за да не бъде заменен от по-енергичен човек. Най-важните единици на маорското общество преди идването на европейците, са фанау или разширеното семейство, и хапу (група от фанау, клан). Над тях е иви (равнозначно на племе), състоящо се от групи от хапу. Свързаните хапу често търгуват със стоки и си сътрудничат при големи проекти, но също толкова често срещани са и конфликтите между тях. Традиционно, маорското общество запазва историята си устно чрез разкази, песни и песнопения – по-вещите членове на племето могат да изреждат племенните родословия (факапапа) стотици години назад. Маорските умения включват уайкореро (красноречие), композиране на песни, владеене на различни танци (включително хака), както и тъкачество, дърворезба, и правенето на та моко (татуировки).
Маорите култивират растения, донесени от Полинезия, включващи сладки картофи (наречени кумара), таро, кратуна (Lagenaria vulgaris от сем. Тиквови) и ямс. Те също така култивират зелевото дърво – растение, което е ендемично за Нова Зеландия, и използват някои диворастящи растения за храна (например корена на вид папрат, от който правят каша от скорбяла).

## Контакти с европейците

### Първи изследователи и пътешественици
Първите европейци, за които е известно, че са достигнали бреговете на Нова Зеландия, са екипажите на нидерландския изследовател Абел Тасман, който плава с корабите си „Хеемскерк“ и „Зеехен“. Тасман хвърля котва в северния край на Южния остров, в Златния залив през декември 1642 г., а по-късно отплава на север за Тонга, след сблъсък с местните маорски племена (нидерландецът го нарича Заливът на убийците). Тасман картографира части от западното крайбрежие на двата основни острова, които наименува Staten Landt, в чест на Генералните щати на Нидерландия, и това име се появява на първите карти на страната. Нидерландските картографи го променят от Nieuw Zeeland (по името на нидерландската провинция Зеландия) на Nova Zeelandia на латиница. Британският мореплавател Джеймс Кук посещава островите по време на първата си експедиция през 1769 – 1770 г., на борда на кораба Индевър, повече от 100 години след Тасман. Кук акостира в Нова Зеландия и в двете си следващи пътувания.
През годините са излагани различни твърдения за това, че Нова Зеландия е достигната от други неполинезийски пътешественици преди Тасман, но те не добиват признание. Питър Трикет например твърди в книгата си „Отвъд Козирога“, че португалския мореплавател Кристовао да Мендонса достига Нова Зеландия през 20-те години на 16 век.
От 1790-те години водите около островите са посещавани от британски, френски и американски китоловни, тюленоловни и търговски кораби. Техните екипажи търгуват европейски стоки, включително оръжия и метални инструменти, срещу храна, вода, дърво, лен и секс от страна на маорите, които са считани за страстни и опитни търговци. Въпреки че се случват и конфликти, например убийството на френския изследовател Марк-Жозеф Марион дю Френ и унищожаването на бригантината „Бойд“ (с последвалото изяждане на екипажа ѝ), повечето контакти между маорите и европейците са мирни. От 19 век в Нова Зеландия започват да идват мисионери, които се опитват да покръстят коренното население и да контролират живеещите в относително беззаконие първи европейски заселници.

### Реакции сред маорите
Ефектът от контактите с европейците е различен сред маорите. В някои вътрешни области животът продължава, повече или по-малко, непроменен, въпреки че европейски метални инструменти (като кука за риболов или брадва) могат да бъдат придобити чрез търговия с други племена. В другия край на реакциите са тези на племена, които често се срещат с европейци (като например ивито Нгапухи в Нортланд) и претърпяват значителни промени.
Маорите, преди идването на европейците, не притежават оръжия за далечно разстояние (с изключение на дървени копия – т.нар. тао), и навлизането на мускета има огромно въздействие върху начина им на воюване. Племе с пушки би нападнало племе без тях, като убие или зароби голяма част от хората. В резултат на това, огнестрелните оръжия стават много ценни и маорите търгуват огромни количества стоки дори за една пушка. Т.нар. Мускетни войни заглъхват през 1830-те години, след като повечето племена са придобили мускети и е постигнат нов баланс на силите между племената. През 1835 г., мирното мориорско население на архипелага Чатъм е нападнато, поробено и почти унищожено от маорските ивита Нгати Мутунга и Нгати Тама.
По това време, много маори приемат християнството. Причините за това са предмет на разгорещени спорове и могат да включват социалните и културни размествания, причинени от Мускетните войни и контактите с европейците. Други фактори са привлекателността на новата религия, която насърчава мирния живот и опрощението; желанието да се подражава на европейците и да се получи подобно изобилие от материални блага; както и маорската политеистична култура, която лесно приема нов бог.

### Европейските селища
През първите десетилетия на 19 век, броят на европейските селища се увеличава – с установяването на множество търговски станции, особено на север. Първото европейско бебе на територията, Томас Кинг, е родено през 1815 г. в Бей ъф Айлъндс (букв. Залива на островите). За най-старите европейски селища в Нова Зеландия се считат Керикери, основано през 1822 г., и Блъф, основано през 1823 г.
Много европейци купуват земя от маорите, но неразбирателството и различните представи за собственост върху земята водят до конфликти и изостряне на отношенията. През 1839 г. Новозеландската компания обявява плановете си за закупуване на големи парцели земя и създаването на колонии на островите. Това разтревожва мисионерите, които настояват за британски контрол над европейските заселници в Нова Зеландия.

## Британски суверенитет
През 1788 г. е основана колонията в Нов Южен Уелс. Според поправка от 25 април 1787 г. в пълномощията на капитан Артър Филип, колонията включва всички близки острови в Тихия океан, намиращи се между 10°37' ю.ш. и 43°39' ю.ш. – което обхваща почти цяла Нова Зеландия, с изключение на южната част на Южния остров. През 1825 г., с обособяването на Земя Ван Димен като отделна колония, южната граница на Нов Южен Уелс се променя до съседните острови в Тихия океан с южна граница на 39°12' ю.ш., което включва само северната половина на Северния остров. Въпреки това, тези граници нямат реална стойност, тъй като администрацията на Нов Южен Уелс почти не проявява интерес към Нова Зеландия.
В отговор на оплакванията за живеещите без закони бели моряци и авантюристи в Нова Зеландия, през 1832 г. британското правителство назначава Джеймс Бъзби като свой официален представител на островите. През 1834 г., Бъзби насърчава маорските вождове да отстояват суверенитета си с подписването на Декларацията за независимост (подписана на следващата година и призната от крал Уилям IV). На Бъзби обаче не са предоставени нито правна власт, нито военна подкрепа и по този начин няма възможност да контролира европейското население.

### Договорът от Уайтанги
През 1839 г. Новозеландската компания обявява плановете си за създаване на колонии на островите. Това, както и продължаващото беззаконие на много от установените заселници, подтикват британците да предприемат по-сериозни действия. В Нова Зеландия е изпратен капитан Уилям Хобсън, със задачата да убеди маорите да се откажат от суверенитета си в полза на Британската корона. В отговор на хода на дружеството, на 15 юни 1839 г. е издадено ново свидетелство за разширяването на територията на Нов Южен Уелс, към която се включват всички територии на Нова Зеландия. Губернаторът на Нов Южен Уелс, Джордж Гипс, е назначен и за губернатор на островите. Това е първият ясен израз на британските намерения за анексирането на Нова Зеландия.
На 6 февруари 1840 г., в Уайтанги в Залива на островите, Хобсън и около четиридесет маорски вождове подписват договор. Копия от Договора от Уайтанги след това са разнесени из страната за да бъдат одобрени и от другите вождове. Значителен брой от тях отказват да го подпишат или не го получават, но в крайна сметка, общо повече от петстотин маори се подписват под документа.
Договорът дава на маорите суверенитет над земите и владенията им и всички права на британски граждани. Какво британците получават в замяна, зависи от езиковата версия на договора, на която се позовават страните. За версията на английски език може да се каже, че дава на Британската корона върховна власт над Нова Зеландия, но според маорската версия британците получават kawanatanga, което е по-малко власт и е доста спорно. Спорът относно истинския смисъл и целта на всяка от страните тогава продължава да бъде проблем и в съвременността.
За Великобритания мотивите са желанието да се попречи на други европейски държави (по-късно през същата година, Франция основава малко селище в Акароа на Южния остров); да се улесни заселването на британски поданици; и евентуално, да се сложи край на анархията на европейските (предимно британски и американски) китоловци и търговци.
За маорските вождове водещи са желанието за защита от чужди сили; създаването на длъжността губернатор, който да контролира европейските заселници и търговци в Нова Зеландия; и възможността за по-мащабна колонизация, която ще увеличи търговията и благосъстоянието на маорите.
Хобсън умира през септември 1842 г. Новият губернатор, Робърт Фицрой, предприема някои юридически стъпки за признаването на маорските обичаи. Въпреки това, неговият наследник Джордж Грей, насърчава бързата културна асимилация и намаляването на собствеността върху земята, влиянието и правата на маорите.

## Колониален период
След началото на управлението на островите (от 1840 г., когато е подписан договора) като част от австралийската колония Нов Южен Уелс, на 3 май 1841 г. Нова Зеландия става колония с право на самоуправление. Тя е разделена на провинции, реорганизирани през 1846 и 1853 г., когато придобиват своя собствена законодателна власт, и след това премахнати през 1876 г. Страната бързо поема по пътя на самоуправлението с приемането на Конституционния акт на Нова Зеландия от 1852 г., с който се установяват централното и провинциалните правителства.

### Имиграция
След 1840 г., на островите започва значително заселване, предимно от Англия, Уелс, Шотландия и Ирландия, и в по-малка степен от САЩ, Индия и различни части на континентална Европа, включително от провинция Далмация (сега в Хърватия), и Бохемия (област в днешна Чехия). Вече по-голяма част от населението през 1859 г., белите заселници (наречени Пакеха от маорите) се увеличават бързо до един милион през 1911 г.
През 70 и 80-те години на 19 век, няколко хиляди китайски мъже, предимно от провинция Гуандун, мигрират към Нова Зеландия, за да работят на златните залежи на Южния остров. Въпреки че първите китайски имигранти са поканени от правителството на провинция Отаго, те бързо се превръщат в обект на враждебност от страна на белите заселници и специално са приети закони, с цел да ги разубедят да идват в Нова Зеландия.

### Съпротива и адаптация на маорите
Първоначално маорите приветстват Пакеха заради възможностите за търгуване и оръжията, които носят. Но скоро става ясно, че те са подценили броя на заселниците, които започват да пристигат в техните земи. Ивитата, чиято земя е в основата на главните поселища на европейците, бързо губят голяма част от територията и автономията си чрез държавни актове. Други просперират – до около 1860 г., когато град Окланд например купува повечето от нужните храни от маорите. Много от ивитата притежават мелници, кораби и други предмети на европейската технология, някои изнасят храни в Австралия. Макар расовите отношения като цяло да са мирни през този период, има и някои конфликти за това кой да изпълнява върховната власт в определени области – губернатора или на маорските вождове. Един такъв конфликт е Войната за флагщока (известна и като Северната война) от 1840 г., по време на която е разрушен град Корорарека.
С нарастването на броя на Пакеха, нараства и натискът върху маорите да продават повече земя. Някои племена остават почти без територия, а други се опасяват да не изгубят тяхната. Земята е не само икономически ресурс, но също и основата на маорската идентичност и връзка с предците им. При маорите тя е колективна собственост, и не се дава без обсъждане и съвещания, освен ако не се загуби по време на война.
Пакеха не проявяват разбиране към това и обвиняват маорите, че заемат земята си, без да я използват ефективно. Съперничеството за земята е основната причина за войните от 1860-те и 1870-те години, в които областите Таранаки и Уайкато са нападнати от колониалните войски и маорите от тези области се разделят насилствено с голяма част от земите си.
Някои ивита поддържат правителството и, по-късно, воюват заедно с него. Те са мотивирани отчасти от мисълта, че един съюз с правителството ще ги възнагради, и отчасти поради стари вражди с ивитата, срещу които водят война. Един от резултатите от сътрудничеството е създаването през 1867 г. на четири маорски места в парламента.
След войните, някои от маорите започват стратегия на пасивна съпротива, най-известна в Парихака в Таранаки. Други продължават сътрудничеството си с Пакеха – например конфедерацията Те Арауа основава търговско предприятие, което предлага излети около Роторуа. И съпротивляващите се, и сътрудничещите ивита, разбират, че стремежът на белите към земя остава. През последните десетилетия на века, повечето племена губят значителни части от територията си чрез дейността на специализирания Съд за маорска земя. Той е създаден с цел да се дадат на маорите права на собственост върху земята по европейски образец, и по този начин да се установи кой точно я притежава. Благодарение на европоцентричните правила, високите такси, отдалеченото му от спорните земи местонахождение, и нелоялните практики на много бели земеделски чиновници, основният резултат от дейността на съда е прякото или косвено разделяне на маорите със земите им.
Комбинацията от войни, конфискации, болести, асимилация и смесени бракове, и загуба на земя, води до влошаване на условията на живот и злоупотреба с алкохол, както и до обезверяване, довели до спад на маорското население от около 86 000 души през 1769 г. до около 70 000 през 1840 г. и около 48 000 през 1874 г. и достигането на най-ниското равнище от 42 000 души през 1896 г. След това броят им бавно започва да се възстановява.
По същото време, когато Северния остров е разтърсван от войните за земя, Южния остров, с по-малобройното си маорско население, като цяло е спокоен. През 1861 г. е открито злато в района на Гейбриълс Гъли в Централно Отаго, предизвиквайки златна треска. Дънидин става най-богатият град в страната и много хора на Южния остров се чувстват засегнати от финансирането на войните на север. През 1865 г., парламентът гласува по законопроект за независимост на Южния остров, който е отхвърлен със 17 на 31 гласа.
До началото на 20 век, на Южния остров се намира по-голямата част от Пакеха, когато Северния остров отново излиза напред в броя и впоследствие съставя по-голямата част от общото население на страната.

### В края на 19 век
В последното десетилетие на 19 век настъпват големи промени. Икономиката, основана на въ̀лна и местна търговия, се преориентира към износ на замразено месо и млечни продукти за Великобритания. Тази промяна става възможна поради откриването на хладилното транспортиране, което позволява храната да се съхрани и превозва на дълги разстояния. Хладилното корабоплаване остава в основата на новозеландската икономика до 1970-те години.
През това десетилетие също така започват наченките на партийна политика, със създаването на Първото либерално правителство на Нова Зеландия. Това правителство полага основите на социалната държава – с пенсии за старост, разработването на система за разрешаване на производствени спорове, която е приета и от страна на работодателите, и от страна на професионалните съюзи, а през 1893 г. Нова Зеландия става известна като първата страна в света, която дава на жените право на глас.

## Доминион и страна
През 1901 г., Нова Зеландия гласува против присъединяването си към Австралийския съюз, а вместо това, през 1907 г. решава да промени положението си от колония на отделен доминион, изравнявайки се по статут с Австралия и Канада.

### Движение за сух режим
В средата на 1880-те, в Нова Зеландия започва морализаторско реформистко движение за забраната на алкохол, чието начало е положено от протестантски евангелистки и неконформистки църкви и Женския християнски въздържателски съюз, а след 1890 г. – подето от Лигата за забрана. То никога не постига целта си за сух режим в цялата страна – и Англиканската църква, и най-вече ирландската католическа църква отхвърлят забраната като намеса на правителството в делата на църквата, а набиращото сила работническо движение вижда като враг по-скоро капитализма, отколкото алкохола. Реформаторите се надяват, че даването на право на глас на жените, в което Нова Зеландия е пионер, ще натежи, но жените не са така добре организирани, както в други страни. Забраната печели мнозинство в националния референдум през 1911 г., но се нуждае от 60% подкрепа, за да бъде приета. Движението продължава опитите си през 20-те години на 20 век, губи още три референдума с малка разлика, но успява да запази в сила затварянето на заведенията след 18:00 часа през седмицата и в неделя. Голямата депресия и военните години слагат край на движението.

### Първа световна война
Страната е член на Британската империя, и близо 100 000 души воюват в Първата световна война (виж Новозеландски експедиционни сили). Новозеландските войски отнемат Западно Самоа от Германия в ранните етапи на войната, и Нова Зеландия администрира страната до независимостта ѝ през 1962 г.

### Голямата депресия
Подобно на много други страни, през 1930-те години Нова Зеландия е силно засегната от Голямата депресия, което се отразява на международната търговия на страната и земеделието. Износът спада, което повлиява на паричното предлагане и оттам – на потреблението, инвестициите и вноса. Страната е най-силно засегната около 1930 – 1932 г., когато средният фермерски доход за кратко време спада драстично, а нивото на безработица силно се покачва. Въпреки че не се води статистика на действителния брой безработни, страната е силно засегната, особено в Северния остров.
За разлика от по-късните години, няма обществени поръчки – на безработните е давана „спомагателна работа“, голяма част от която обаче не е продуктивна – отчасти поради безпрецедентния размер на проблема. Броят на жените, регистрирани като безработни, също се увеличава, а маорите получават правителствена помощ по други начини, като например схеми за обработка на земя, организирани от Апирана Нгата. През 1933 г., 8,5% от безработните са организирани в трудови лагери, а останалите получават работа близо до домовете си. Типичните професии в спомагателната работа са пътното строителство (45% от всички работници на непълно работно време и 19% от всички на пълно работно време през 1934 г.), паркови и градински дейности и земеделска работа.
Опитите на консервативната Либералреформаторска коалиция да се справи с положението, чрез намаляване на разходите и спомагателни работи са неефективни и непопулярни. През 1935 г. е избрано Първото лейбъристко правителство, и данните от десетилетието след депресията показват, че средния размер на материалната трудова издръжка в Нова Зеландия се е увеличил приблизително два пъти, в сравнение с времената преди депресията. Към 1935 г. икономическите условия до известна степен се подобряват, и новото правителство има по-добри финансовите условия, с помощта на които полага основите на социална държава, които включват безплатно здравеопазване и образование и програма за държавна помощ за възрастни хора, болни, и безработни. Програмата е запазена и разширена при следващите национални и лейбъристки правителства.

### Втора световна война
С началото на Втората световна война, Нова Зеландия участва с близо 120 000 войници. Те най-вече водят сражения в Европа, като се разчита на Кралския флот на Великобритания и по-късно на САЩ за защита на Нова Зеландия от японските сили, които така и никога не достигнат до островите, с изключение на някои силно разгласени, но по същество неефективни разузнавателни акции. Сътрудничеството със Съединените американски щати междувременно определя насоката на политиката, която по-късно води до създаването на организацията АНЗЮС, с участието на Нова Зеландия, Америка и Австралия, през 1951 г., която просъществува до възникването на разногласия във връзка с ядреното въоръжение няколко десетилетия по-късно.

### Урбанизация на маорите
По време на Втората световна война, много маори се сражават в новозеландските войски или заемат работните места, освободени от бели военнослужещи.Мигрирането към големите градове е също причинено от увеличената раждаемост сред маорите в началото на 20 век, и нарастващите трудности при осигуряване на достатъчно работни места в съществуващите маорски селски стопанства.
Междувременно, маорската култура преживява своеобразен ренесанс, отчасти благодарение на политика Апирана Нгата. С Втората световна война се поставя началото на масова миграция на коренното население в градовете, и към 1980-те години 80% от маорското население е градско, за разлика от само 20% отпреди войната. Миграцията довежда до по-добро заплащане, по-високи стандарти на живот и образование за маорите, но също и предизвиква появата на проблеми като расизъм и дискриминация. Към края на 1960-те години възникват протестни движения за борба с расизма, насърчаване на маорската култура и изпълнение на Договора от Уайтанги.
Урбанизацията на страната не е ограничена само сред маорите. В края на 1940-те години, градоустроители отбелязват, че Нова Зеландия е „може би третата най-урбанизирана страна в света“, като две трети от населението живее в градовете. Съществува и нарастваща загриженост, че тази тенденция не е добре контролирана, като се отбелязва, че има „недобре дефиниран градски модел, който изглежда, че притежава малко от наистина желаните качества на градоустройство и все още не компенсира специфични селски характеристики.“

### След войната
Протестното движение на маорите е само едно от няколкото, които се появяват и оспорват консерватизма на преобладаващата култура на Нова Зеландия. Тази култура, както и икономиката на страната, дотогава се основават на схващането, че страната е част от британския модел – от 1890-те години икономиката е базирана почти изцяло на износа на замразено месо и млечни продукти за Великобритания, а през 1961 г. делът на износа на Нова Зеландия за Обединеното кралство е все още на ниво малко над 51%, с около 15% повече от този за останалите европейски страни. На тази система са нанесени непоправими вреди с присъединяването на Великобритания към Европейската икономическа общност през 1973 г., което принуждава Нова Зеландия не само да търси нови пазари, но и да преразгледа своята национална идентичност и място в света.
Робърт Мълдун, министър-председател в периода 1975 – 1984 г., и неговото Трето национално правителство отговорят на кризи от 1970-те години, като се опитва да запази модела на Нова Зеландия от 1950-те. Неговият консерватизъм и антагонистичният му стил спомагат за създаването на атмосфера на конфликти в страната, най-силно изразена по време на турнето на гостуващия южноафрикански национален отбор по ръгби през 1981 г. Осъществени са някои промени, например Споразумението за по-тесни икономически връзки с Австралия, а през 1983 г. терминът доминион е заменен в официалните документи със страна.
През 1984 г. е избрано Четвъртото лейбъристко правителство. Заело местата си в разгара на конституционна и икономическа криза, новото правителство предприема политика на преструктуриране, известен като Роджърномика. Тя е свързана с плаващ курс на новозеландския долар, намаляване на държавните разходи, намаляване на повечето данъци и въвеждане на данък върху продажбите, както и премахване на почти всички субсидии в промишлеността. Въпреки че много от тези промени водят до подобряване на икономиката, те също така повишават безработицата, която допълнително е влошена от сриването на фондовия пазар от 1987 г.
Правителството променя коренно и външната политика на Нова Зеландия, като прави страната зона без ядрени оръжия и ефективно напуска АНЗЮС. Имиграционната политика се либерализира, което позволява приток на имигранти от Азия. По-рано повечето имигранти в Нова Зеландия са били от европейски и най-вече от британски произход, с изключение на някои от други тихоокеански острови като Самоа. Други промени, извършени от лейбъристкото правителство, включват по-голямо признание на Договора от Уайтанги чрез т.нар. Трибунал Уайтанги; правна реформа за хомосексуализма; Закона за конституцията от 1986 г. и Декларацията за правата на гражданите.